# Clayton Donaldson
Pour les articles homonymes, voir Donaldson.
Clayton Andrew Donaldson est un footballeur international jamaïcain né le 7 février 1984 à Bradford en Angleterre. Il évolue au poste d'attaquant à York City.

## Biographie
Le 1er juillet 2014, il rejoint le club de Birmingham City.
Le 31 août 2017, il rejoint Sheffield United.
Le 26 juin 2018, il rejoint Bolton Wanderers .
Le 14 juin 2019, il rejoint Bradford City.

## Statistiques
| Saison                | Club                  | Championnat           | Championnat | Championnat | Coupe(s) nationale(s) | Coupe(s) nationale(s) | Total | Total |
| Saison                | Club                  | Division              | M.          | B.          | M.                    | B.                    | M.    | B.    |
| 2007-2008             | Hibernian FC          | Premiership           | 18          | 4           | 2                     | 1                     | 20    | 5     |
| Sous-total            | Sous-total            | Sous-total            | 18          | 4           | 2                     | 1                     | 20    | 5     |
| 2008-2009             | Crewe Alexandra FC    | League One            | 37          | 6           | 6                     | 1                     | 43    | 7     |
| 2009-2010             | Crewe Alexandra FC    | League Two            | 37          | 13          | 2                     | 0                     | 39    | 13    |
| 2010-2011             | Crewe Alexandra FC    | League Two            | 43          | 28          | 5                     | 1                     | 48    | 29    |
| Sous-total            | Sous-total            | Sous-total            | 117         | 47          | 13                    | 2                     | 130   | 49    |
| 2011-2012             | Brentford FC          | League One            | 46          | 11          | 5                     | 0                     | 51    | 11    |
| 2012-2013             | Brentford FC          | League One            | 44          | 18          | 12                    | 6                     | 56    | 24    |
| 2013-2014             | Brentford FC          | League One            | 46          | 17          | 2                     | 1                     | 48    | 18    |
| Sous-total            | Sous-total            | Sous-total            | 136         | 46          | 19                    | 7                     | 155   | 53    |
| 2014-2015             | Birmingham City FC    | Championship          | 46          | 15          | 2                     | 1                     | 48    | 16    |
| 2015-2016             | Birmingham City FC    | Championship          | 10          | 4           | 1                     | 0                     | 11    | 4     |
| Sous-total            | Sous-total            | Sous-total            | 56          | 19          | 3                     | 1                     | 59    | 20    |
| Total sur la carrière | Total sur la carrière | Total sur la carrière | 327         | 116         | 37                    | 11                    | 364   | 127   |

## Palmarès
- Brentford
  - Vice-champion d'Angleterre de D3 (League One) en 2014.